# 1085
1085 (MLXXXV) var ett normalår som började en onsdag i den julianska kalendern.

## Händelser

### Maj
- 21 maj – Helsingborg omnämns som stad i ett brev av Knut den helige och därför räknas detta datum som stadens officiella födelse.
- 25 maj – Alfons VI av Kastilien återtar Toledo i Spanien från morerna.[1]

### Okänt datum
- Katedralskolan i Lund grundläggs. Det är Nordens äldsta skola, och en av de äldsta i Europa.
- Minamoto no Yoritomo tar makten i Japan.
- Vilhelm Erövraren genomför folkbokföringen Domesday Book.
- Gao (kejsarinna) blir Kinas regent och omkullkastar det pågående reformarbetet.

## Födda
- 20 augusti – Boleslav III, kung av Polen.

## Avlidna
- Song Shenzong, kinesisk kejsare.
- 25 maj – Gregorius VII, född Ildebrando di Saona, helgon, påve sedan 1073.[2]

### Fotnoter
1. ↑  Det hände i dag
2. ↑  ”Roman Catholic Church” (på engelska). World Statesmen. http://www.worldstatesmen.org/Catholic.html. Läst 23 november 2012.